# Tarsila do Amaral
Tarsila do Amaral (Capivari, estat de São Paulo, 1 de setembre de 1886 – São Paulo, 17 de gener de 1973) va ser una pintora del modernisme brasiler, figura emblemàtica de la pintura del Brasil. Va viure entre els ambients intel·lectuals i artístics del Brasil i d'Europa, principalment París, on va entrar en contacte amb l'avantguardisme i el modernisme europeus. Al Brasil va formar part del Grupo dos Cinco. La seva pintura Abaporu es considera l'obra inaugural del moviment antropofàgic.

## Biografia i obres

### Infància
Tarsila do Amaral va néixer a Capivari, el 1886. Els seus pares, Lydia Dias de Aguiar i José Estanislau do Amaral, pertanyien a la burgesia saopaulina. La seva família tenia diverses hisendes a la zona interior del Brasil, el paisatge de les quals va tenir una forta influència en l'obra de l'artista. Tarsila do Amaral es va educar entre continents a diverses escoles on va estar interna. El 1902, durant un viatge en família a Europa, queda interna al Col·legi Sagrat Cor de Barcelona. A la capital catalana pinta el seu primer quadre, precisament una rèplica d'un Sagrat Cor de Jesús. Dos anys més tard, torna al Brasil, on es casa amb un cosí de la seva mare amb el qual tindrà la seva única filla, Dulce, i de qui se separarà nou anys després.

### Primers anys
El 1916, Tarsila comença a relacionar-se amb el món artístic brasiler quan entra a treballar al taller de William Zadig. Entre aquest any i el 1917, s'inicia en l'estudi del modelatge, el dibuix i la pintura i obre el seu propi estudi. Durant aquest període i fins al 1919, estudiarà aquesta darrera disciplina amb mestres com George Elpons i Pedro Alexandrino. Al taller d'aquest últim coneix la pintora Anita Malfatti.

### París
El 1920 s'instal·la a París, on aprofundeix en l'estudi de la pintura a l'Académie Julien i al taller d'Émile Renard, entrant en contacte amb el cubisme i les avantguardes. La seva obra, que fins aquest moment es reduïa a paisatges i natures mortes, s'incrementa amb autoretrats i nus. L'any següent passa a formar part del "Salon Officiel des Artistes Françaises" amb el quadre Retrato de mulher i se’n torna al Brasil on, de la mà d'Anita Malfatti, s'introdueix als ambients intel·lectuals i artístics de Sâo Paulo integrant-se al Grupo dos Cinco, constituït per ella mateixa, Anita Malfatti, Menotti Del Picchia, Mário de Andrade i Oswald de Andrade. Aquest any exposa al "Salâo de Belas Artes". Coneix l'escriptor Oswald de Andrade, que es reunirà amb ella a París, on ella havia tornat el 1922, un temps després. A París, treballa al taller d'André Lhote i coneix el poeta Blaise Cendrars, que li presenta els seus amics i la introdueix als cercles artístics avantguardistes. Tanmateix, es retroba amb els avantguardistes brasilers com Anita Malfatti, Di Cavalcanti, Ronald de Carvalho, Paulo Prado, Vicente do Rego Monteiro i Olívia Guedes Penteado,i comença a estudiar amb Albert Gleizes i a fer pràctiques al taller de Fernand Léger. Tarsila es troba immersa en la cerca de l'essència brasilera i compon el quadre A Cuca. D'aquest període també són pintures com Pont Neuf, Retrato azul i O modelo, sent la seva obra més representativa A Negra. És aquest un període artístic molt productiu, amb obres de caràcter cubista i modernista.

### Tornada a Brasil
Torna al Brasil i viatja al Carnaval de Rio de Janeiro. Acabat el carnaval, fa un viatge amb els seus amics per Minas Gerais. Aquestes experiències repercuteixen en la seva obra, passant a ser-ne el paisatge brasiler l'eix central i destacant els colors vius, la planificació i l'estilització geomètrica del cubisme com a influències destacables, que configuraran les pintures de la sèrie “Pau-Brasil”. Obres representatives d'aquests viatges són Carnaval em Madureira, Morro da Favela i Sâo Paulo (Gazo), totes de 1924. Durant els següents anys, continua vivint entre Sâo Paulo i París i viatjant per Europa. La seva obra pictòrica s'amplia sota la influència de l'impressionisme. Compon quadres per a la que serà la seva primera exposició individual a la capital francesa, a la galeria Percier, el 1926. El mateix any torna al Brasil i es casa amb Oswald de Andrade.

### El moviment antropofàgic

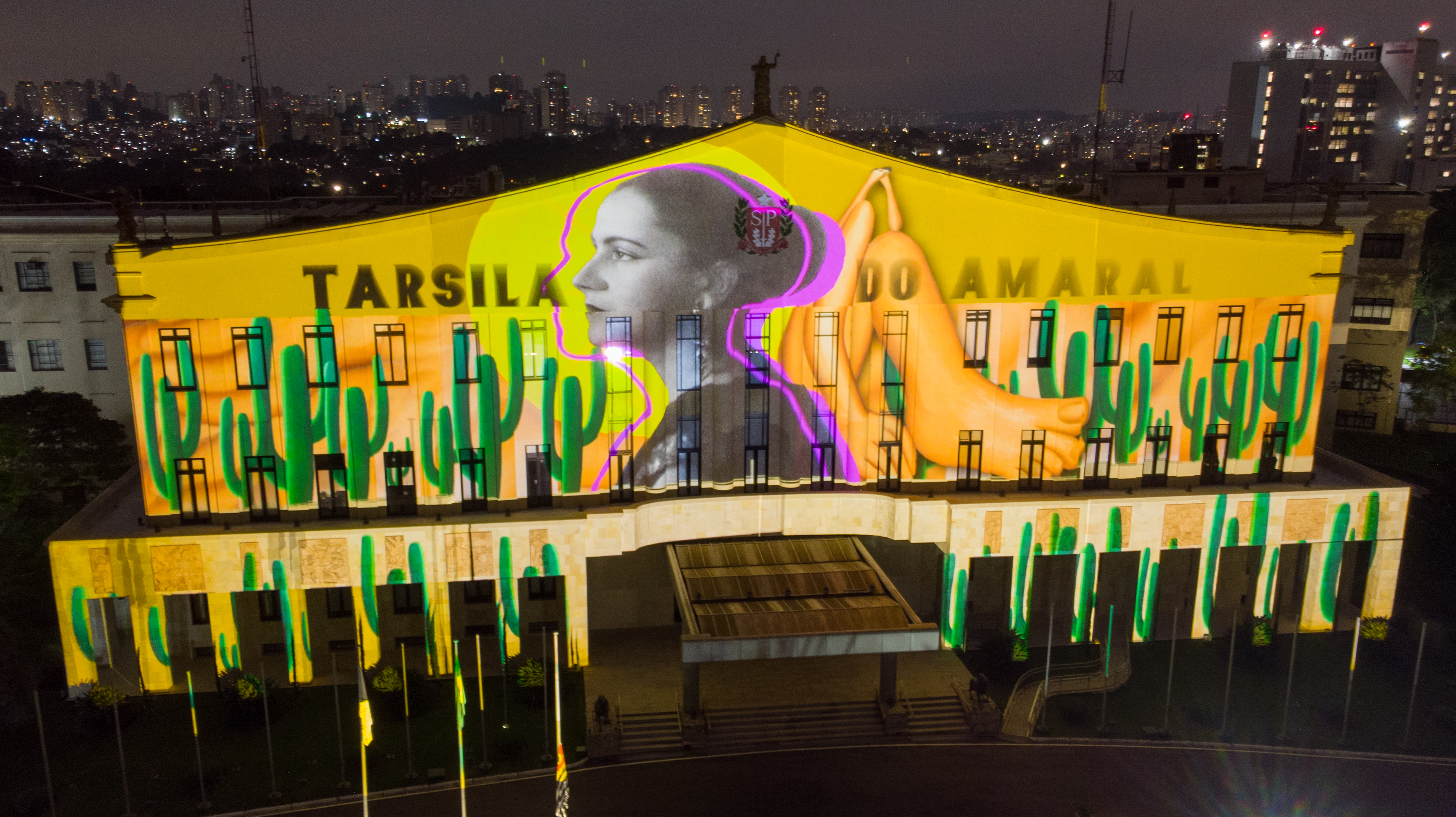
Vídeo mapping amb la imatge de Tarsila i el seu Abaporu, durant la commemoració del centenari de la Setmana d'Art Modern.

El 1928 pinta Abaporu, que representa l'origen del moviment antropofàgic, amb el ressò de fons dels records de les històries, llegendes i supersticions que Tarsila havia sentit a les hisendes de la família dels antics esclaus durant la seva infantesa. Oswald de Andrade i Raul Bopp publiquen la Revista de Antropofagia arran d'aquesta pintura. També es redacta el Manifest Antropòfag. Aquest moviment es caracteritza per la representació de motius del que es considera l'essència del Brasil introduïts amb un llenguatge modern assimilat des de les avantguardes europees. Al juny, inaugura la seva segona exposició a París amb quadres de l'època antropofàgica a la Galerie Percier. És l'any següent quan crea algunes de les seves millors obres, com A Lua, Distância, O Sono o Urutu. En aquesta fase combina temàtiques antropofàgiques i temàtiques de la seva etapa “Pau-Brasil”. Al juliol inaugura la seva primera exposició al Brasil, al Palace Hotel de Rio de Janeiro. A finals d'any, se separa del seu segon marit.

### Moscou i l'Uruguai
Després de la crisi del 1929, amb la caiguda de la Borsa de Nova York, aconsegueix un lloc de treball a la Pinacoteca do Estado, que perd amb la caiguda del govern de Luís Carlos Prestes, el 1931. Aquest és un any frenètic d'exposicions tant al Brasil com a l'estranger, on participa en la mostra col·lectiva d'artistes brasilers al Roerich Museum (Nova York), cinc dels seus quadres formen part de l'Exposiçâo da Casa Modernista i a l'exposició Arte Moderna da Escola de París. 
Durants els anys següents, Tarsila ha de vendre algunes de les seves obres per viatjar a la Unió Soviètica i exposa a Moscou, al Museu de les Arts Occidentals, que li compra El Pescador. Aquest viatge, que fa amb el seu nou company Osório César, deixa una forta empremta en ella. Aquest viatge serà el motiu pel qual és arrestada durant la Revolució Constitucionalista de 1932. Posteriorment, el 1933, emprèn un viatge a Montevideo i es dedica a pronunciar un seguit de conferències. La seva obra experimenta un breu període de composicions amb motius de caràcter social marcada pels esdeveniments dels anys trenta. És el cas del seu famós quadre Operários.
Trenca la seva relació amb Osório i se’n va a viure amb Luís Martins. Aquests anys es dedica a intentar recuperar la seva hisenda de Sâo Paulo, confiscada durant la revolució, cosa que aconsegueix el 1937. Al mateix temps, comença a col·laborar amb el diari paulí O Jornal, il·lustra diversos llibres i continua exposant i impartint conferències.

### La dècada dels quaranta
A principis dels anys quaranta compon retrats per encàrrec, en els quals recupera el gegantisme oníric d'etapes anteriors, continua amb la il·lustració de llibres i la Revista Acadêmica li dedica un número especial. El 1944, participa en l'Exposiçâo de arte Moderna (Belo Horizonte). El 1949, mor la seva neta tràgicament i Tarsila pinta O Anjo, que posteriorment transformarà en una escultura.

### La dècada dels cinquanta
Els anys cinquanta es caracteritzen per la tornada a la creació d'obres d'inspiració “Pau-Brasil”. Al MAM (Museu d'Art Modern de São Paulo), el 1952, es realitza una retrospectiva de l'obra de Tarsila. Continua il·lustrant diversos volums que publica la Livreria Martins Editorial. L'any següent, el MAM de Sâo Paulo publica un llibre sobre l'artista titulat Tarsila amb assaig crític de Sergio Milliet. El 1957 participa en l'exposició Arte Moderno en Brasil, a Buenos Aires.

### La dècada dels seixanta i els últims anys de la seva vida
A les dècades dels seixanta i setanta continua treballant com a il·lustradora. El 1963 li fan un homenatge a la VII Biennal de Sâo Paulo i l'any següent s'obre una sala especial dedicada a ella a la XXXII Biennal de Venècia. L'any 1966 perd la seva filla. Tres anys després Aracy Amaral inicia l'enregistrament de la seva producció artística, que culminarà en l'exposició Tarsila: cinquanta anys de pintura. Aquesta mostra s'exposarà a diferents museus brasilers. El 1970, amb els dibuixos que formaren part d'aquesta mostra anterior, el Museu do Arte da Prefeitura de Belo Horizonte organitza una retrospectiva. L'any següent es publica un àlbum recull dels seus dibuixos titulat Desenhos de Tarsila. El 17 de gener del 1973 mor l'artista.